# Прочноокопська
Прочноокопська — станиця в Новокубанському районі Краснодарського краю.
Населення — 4,8 тис. мешканців.
Роташована на правому березі річки Кубань. Два автомобільних мости (після повені 2002 — один міст). Відстань до міст, розташованих на протилежному боці річки: Новокубанськ — 6 км, Армавір — 8 км.

## Історична довідка
- Фортецю Крепкий Окоп (у сучасного хутора Фортштадт) було споруджено наприкінці 1780-тіх у складі Азово-Моздокської укріпленої лінії. Згодом фортеця була місцем заслання на Кавказ декабристів. Проїздом тут бували Пушкін, Лермонтов. Лікар прочноокопського шпиталю Н. В. Майєр послужив прототипом доктора Вернера в повісті «Княжна Мері». В тому ж шпиталі в березні 1847 перші операції під наркозом робив великий хірург Пирогов Микола Іванович.

- У 1793 примусово переселеними Донськими козаками у фортеці була закладена станиця Прочноокопська. Поселення розташовувалось південніше сучасного місцезнаходження, навпроти сучасного Армавіра, де тепер розташована Стара Станиця . У 1817, через часті розливи Кубані, за наказом генерала Єрмолова станиця була перенесена на сьогоденне місце.

Після проголошення незалежності Грузії та встановлення влади меньшевістського уряду (початок 1918 р.) донські козаки — некрасівці були змушені переселяться на Кубань у цю станицю.